# Mirza
Mirza Gray, 1870 è un genere di lemuri appartenente alla famiglia Cheirogaleidae, endemico del Madagascar.

## Descrizione
Si tratta di animali assai simili ai microcebi, sebbene assai più grandi: pesano mediamente attorno ai 300 g, per una lunghezza di 40 cm circa.

## Biologia
Come i microcebi, sono animali notturni ed arborei, ma a differenza di questi ultimi non vanno in estivazione nei periodi siccitosi, nutrendosi delle larve di omotteri per mantenersi attivi.
Costruiscono una quantità di nidi: le femmine dormono a coppie, i maschi invece dormono solitari.

### Alimentazione
Si nutrono principalmente di frutta, fiori ed artropodi: occasionalmente, riescono a catturare piccoli rettili come i gechi diurni del genere Phelsuma.
In cattività, sono stati osservati cacciare attivamente i microcebi pigmei (Microcebus myoxinus).

## Distribuzione e habitat
Le due specie di questo genere sono diffuse nella zona occidentale dell'isola dove popolano le foreste decidue, preferendo le zone costiere od in prossimità di una raccolta d'acqua.

## Tassonomia
Al genere sono ascritte due sole specie:
- Mirza coquereli - microcebo di Coquerel
- Mirza zaza - microcebo gigante settentrionale

In passato veniva classificata un'unica specie, il microcebo di Coquerel, ascritta al genere Microcebus: nel 1985, venne riconosciuto come genere monospecifico a sé stante, e nel 2005 fu descritta una nuova specie (M. zaza).